# Diploglossus lessonae
Diploglossus lessonae è una specie di lucertola carnivora endemica del nordest del Brasile. È conosciuta in Brasile come briba.

## Etimologia
Diploglossus lessonae è stato chiamato così in onore allo zoologo italiano Michele Lessona.

## Descrizione
D. lessonae cresce in lunghezza fino ad un totale (inclusa la coda) di circa 30 cm, ed ha un'aspettativa di vita di 10 anni. La prole ha un manto zebrato, con strisce bianche e nere che circondano il loro corpo. Gli adulti sono marroni, con la testa ed il ventre colorati di rosso o di giallo, ed hanno delle piccole zampe.

## Distribuzione e habitat
D. lessonae è facilmente rintracciabile in ambienti semiaridi, tra arbusti e piccole foreste.